# Alex Friedland
Alex Friedland (* 3. August 1990 in Rostock) ist ein deutscher Schauspieler und Synchronsprecher.

## Leben
Alex Friedland absolvierte von 2012 bis 2016 das Schauspielstudium an der Hochschule für Musik, Theater und Medien Hannover. Während seines Studiums wurden ihm das Deutschlandstipendium und das Patenstipendium der HMTM Hannover verliehen. Während des Studiums hatte Friedland erste Theaterengagements am Oldenburgischen Staatstheater und an der Hamburgischen Staatsoper.
Nach dem Diplom war er für die Spielzeit 2016/17 am Schauspiel Frankfurt engagiert.
Von 2017 bis 2019 wechselte er an das Schlosstheater Celle, wo er in zahlreichen Hauptrollen zu sehen war, u. a. spielte er Winston in 1984, Lopachin in Der Kirschgarten, Fabian (Titelrolle) und Ferdinand in Kabale und Liebe.
Seit 2010 ist Friedland ebenfalls in Kurzfilm- und Film- und Fernsehproduktionen zu sehen, ist Synchronsprecher und Sprecher für Werbung und Hörbücher. Weiterhin verkörpert er den Charakter Richy im Videospiel Duskwood. Gemeinsam mit dem Theaterautor Peter Thiers bildete er das Poetry-Slam-Team „Sound Friend Cisco“.
Friedland lebt in Berlin.

## Synchronrollen (Auswahl)
- 2020: Gino Anania als Parker Wallace in Der Weihnachtswunsch des Jahres
- 2021: Lee Choong-goo als Gangster in Squid Game
- 2021: Chris Zurcher als Max in Panic
- 2021: Andy Apollo als Pavel in Shadow and Bone – Legenden der Grisha
- 2021: Brandon Flynn als Mike in BrainDead
- 2021: Jeffrey Ballard als Aaron in Van Helsing
- 2021: Kamron Alexander als Einstein in Snowfall
- 2021: Darcy Waite als Charles in Burden of Truth
- 2021: Alexandre Desrousseaux als André Hilbert in Voltaire High – Die Mädchen kommen
- 2021: Kirk Cameron als Chuck Parker in Ein Hauch von Himmel
- 2021: Hiro Shimono als Rindou Haitani in Tokyo Revengers
- 2021: Adam Kaplan als Simon Lovewell in Ein großer Sprung
- 2022: Neil Patrick Harris als Jonas in Ein Hauch von Himmel
- 2022: Peter Banifaz als Alpha RV Officer in Everything Everywhere All at Once[2]
- 2022: E.J. Bonilla als Raymond Waters in The Old Man
- 2022: Alex Austin als Pre-Mor Mitarbeiter in Andor
- seit 2025: Deniz Akdeniz als Lev „Oz“ Ozdil in High Potential

## Filmografie (Auswahl)
- 2010: Schlaf.Störung (Kurzfilm, Regie: Livius Pápay)[10]
- 2014: Ein Abend Ewigkeit (Spielfilm, Rolle: Zauberer, Regie: Constantin Maier)[11]
- 2014: Zweiter Weltkrieg – Der erste Tag (Dokudrama im ZDF, Regie: Gordian Maugg)[12]
- 2020: Tod in Berlin – Mörderische Liebe auf dem Pferdehof (Doku im ZDF, Regie: Bernd Reufels)[13]
- 2024: Dreißig Jahre an der Peitsche (Dokudrama, Regie: Rosa von Praunheim)

## Bühne
- 2015: Verbrechen und Strafe von Fjodor Dostojewski als Raskolnikow, Regie: Titus Georgi & Nora Somaini, Studiotheater Hannover
- 2015: EXIT G von Michael Maierhof und Steffen Pohl als Erzähler, Regie: Isabel Osthues, Hamburgische Staatsoper
- 2016: Räuber und Damen von Matthias Rippert als Bruno, Regie: Matthias Rippert, Studiotheater Hannover
- 2016: Dracula von Bram Stoker als Jonathan Harker, Regie: Robert Gerloff, Oldenburgisches Staatstheater
- 2016: Die Schneekönigin von Hans Christian Andersen als Alvar, Rabe und Räuberhauptmann, Regie: Krystyn Tuschhoff, Oldenburgisches Staatstheater
- 2016: Prinz Friedrich von Homburg von Heinrich von Kleist als Rittmeister von der Golz, Regie: Michael Thalheimer, Schauspiel Frankfurt[14]
- 2016: Peter Pan von James Matthew Barrie als Slightly, Regie: Michael Schweighöfer, Schauspiel Frankfurt
- 2017: Caligula von Albert Camus als Scipio, Regie: Dennis Krauss, Schauspiel Frankfurt
- 2017: Cabaret von Joe Masteroff als Clifford Bradshaw, Regie: Teresa Rotemberg, Schlosstheater Celle
- 2017: Soul Kitchen von Fatih Akin als Thomas Neumann, Regie: Andreas Döring, Schlosstheater Celle
- 2017: 1984 von George Orwell als Winston, Regie: Martin Kindervater, Schlosstheater Celle
- 2018: Drei Männer im Schnee von Erich Kästner, Hoteldirektor Kühne, Regie: Andreas Döring, Schlosstheater Celle
- 2018: Der Kirschgarten von Anton Tschechow als Lopachin, Regie: Juliane Kann, Schlosstheater Celle
- 2018: Im weißen Rößl von Ralph Benatzky als Sigismund, Regie: Gregor Tureček, Schlosstheater Celle
- 2018: Kabale und Liebe von Friedrich Schiller als Ferdinand, Regie: Nina Mattenklotz, Schlosstheater Celle
- 2018: Die Mitte der Welt von Andreas Steinhöfel als Nicholas und Musikalische Leitung, Regie: Milena Fischer-Hartmann, Schlosstheater Celle
- 2019: Zeit der Kannibalen von Stefan Weigl als Kai Niederländer, Regie: Carolin Millner, Schlosstheater Celle
- 2019: Tom Sawyer und Huckleberry Finn von Mark Twain als Tom Sawyer, Regie: Uwe Dreysel, Schlosstheater Celle
- 2019: Fabian oder der Gang vor die Hunde von Erich Kästner als Jakob Fabian, Regie: Paul Schwesig, Schlosstheater Celle
- 2019: Sonny Boys von Neil Simon als Ben Silverman, Regie: Andreas Döring, Schlosstheater Celle
- 2022: Kunstlied Slam – gemeinsam mit dem Klangkollektiv Düsseldorf

## Veröffentlichungen
- mit Sound Friend Cisco (Alex Friedland und Peter Thiers): Wir schweigen immer lauter. Literareon, München 2014, ISBN 978-3-8316-1750-0.